# 東上町 (大阪市)
東上町（とうじょうちょう）は、大阪府大阪市天王寺区にある町名。丁番を持たない単独町名である。

## 地理
天王寺区の東部に位置し、南に堂ケ芝、北に下味原町、西に筆ケ崎町、東に生野区鶴橋と接している。

## 歴史
第二次世界大戦後は、町内に戦災者や海外からの引揚者のための授産施設、大阪市立中央授産場が設けられた。
1947年6月6日、昭和天皇が大阪府に行幸（昭和天皇の戦後巡幸）した際には、授産場が視察の一つに組み入れられた。

## 世帯数と人口
2019年（平成31年）3月31日現在の世帯数と人口は以下の通りである。
| 町丁   | 世帯数  | 人口  |
| ------ | ------- | ----- |
| 東上町 | 473世帯 | 696人 |

### 人口の変遷
国勢調査による人口の推移。
| 1995年（平成7年）  | 666人 | [ 6 ]  |  |
| 2000年（平成12年） | 625人 | [ 7 ]  |  |
| 2005年（平成17年） | 599人 | [ 8 ]  |  |
| 2010年（平成22年） | 655人 | [ 9 ]  |  |
| 2015年（平成27年） | 712人 | [ 10 ] |  |

### 世帯数の変遷
国勢調査による世帯数の推移。
| 1995年（平成7年）  | 304世帯 | [ 6 ]  |  |
| 2000年（平成12年） | 326世帯 | [ 7 ]  |  |
| 2005年（平成17年） | 352世帯 | [ 8 ]  |  |
| 2010年（平成22年） | 419世帯 | [ 9 ]  |  |
| 2015年（平成27年） | 450世帯 | [ 10 ] |  |

## 事業所
2016年（平成28年）現在の経済センサス調査による事業所数と従業員数は以下の通りである。
| 町丁   | 事業所数 | 従業員数 |
| ------ | -------- | -------- |
| 東上町 | 63事業所 | 370人    |

## 交通

### 鉄道
- 西日本旅客鉄道
  - 大阪環状線 鶴橋駅（所在地は、鶴橋であるが、駅の一部が東上町に入っている。）

### 道路
- 玉造筋

## 施設
- 大阪健康安全基盤研究所
- 東上町公園

## その他

### 日本郵便
- 〒543-0026[3]（集配局：天王寺郵便局[12]）